# Krîliv, Dubno
Krîliv (în ucraineană Крилів) este un sat în comuna Varkovîci din raionul Dubno, regiunea Rivne, Ucraina.

## Demografie
Componența lingvistică a localității Krîliv
     Ucraineană (100%)
Conform recensământului din 2001, toată populația localității Krîliv era vorbitoare de ucraineană (100%).